# Pterolophia undulata
Pterolophia undulata là một loài bọ cánh cứng trong họ Cerambycidae.